# Guignardia philoprina
Guignardia philoprina är en svampart som först beskrevs av Berk. & M.A. Curtis, och fick sitt nu gällande namn av Aa 1973. Guignardia philoprina ingår i släktet Guignardia och familjen Botryosphaeriaceae.   Inga underarter finns listade i Catalogue of Life.